# Clavija obtusifolia
Clavija obtusifolia är en viveväxtart som beskrevs av B. Stahl. Clavija obtusifolia ingår i släktet Clavija och familjen viveväxter. Inga underarter finns listade i Catalogue of Life.